# Nektarnik stalowy
Nektarnik stalowy (Cinnyris asiaticus) – gatunek małego ptaka z rodziny nektarników (Nectariniidae). Występuje w południowej i południowo-wschodniej Azji. Niezagrożony wyginięciem.

## Taksonomia
Po raz pierwszy gatunek opisał John Latham w 1790. Przydzielił nowemu gatunkowi nazwę Certhia asiatica. Obecnie (2021) IOC umieszcza nektarnika stalowego w rodzaju Cinnyris, choć część autorów plasuje go w Nectarinia. Niekiedy włączany w nadgatunek wraz z nektarnikiem tęczowym (C. bouvieri), palestyńskim (C. osea), angolskim (C. oustaleti) oraz zielonogrzbietym (C. talatala). IOC wyszczególnia 3 podgatunki.

## Podgatunki i zasięg występowania
IOC wyróżnia następujące podgatunki:
- C. a. brevirostris (Blanford, 1873) – wschodni Półwysep Arabski (północne ZEA, północny i centralny Oman), poprzez południowo-wschodni Iran, wschodni Afganistan, Pakistan po zachodnie Indie (zachodni Radżastan i zachodni Gudźarat)[7]
- C. a. asiaticus (Latham, 1790) – Nepal, północne, centralne i południowe Indie oraz Sri Lanka[7]
- C. a. intermedius (Hume, 1870) – wschodnie Indie i Bangladesz po Mjanmę, Indochiny i południowe Chiny)[7]

## Morfologia
Długość ciała mieści się w przedziale 10–11 cm. Według Shelleya (oryginalnie wymiary w calach, tu przybliżone) u samca na dziób przypada blisko 17 mm, u samicy zaś około 18 mm. Ogon mierzy u samca w przybliżeniu 38 mm, u samicy 35 mm. Skrzydło samca liczy 56 mm, natomiast samicy 54 m. Długość skoku to około 15 mm. Masa ciała samców wynosi 6,9–11 g, samicy 5–10 g.
Dalszy opis dotyczy podgatunku nominatywnego, dokładnie osobników z Cejlonu. Wierzch ciała, także i pokrywy skrzydłowe małe oraz boki głowy i szyi, porastają pióra o zielonym i fioletowym połysku (według autorów HBW także niebieskim). Pokrywy skrzydłowe duże oraz pozostała część skrzydła matowa, ciemnobrązowa, jedynie miejscowo z elementami fioletowymi. Brodę, gardło i czoło cechuje ciemna, fioletowa barwa, zaś pierś zielono-niebieska opalizacja z domieszką fioletu. Sterówki czarne z fioletowym połyskiem. Te pióra na piersi, które ptak może nastroszyć (np. w trakcie popisów; ang. pectoral tuft) żółte, niekiedy z pomarańczowymi pasami. Pozostała część spodu ciała czarna z głębokim, niebieskim odblaskiem. Pokrywy podogonowe podobne do upierzenia piersi. Samicę wyróżnia oliwkowobrązowy wierzch ciała, ciemniejsze skrzydła z jasnymi krawędziami lotek. Jej sterówki przybierają barwę czarniawą, zaś zewnętrzne pióra są zwieńczone szerokimi, białymi krawędziami. Słabo widoczna jasnożółta brew. U obu płci nogi i stopy czarne, tęczówka głęboko brązowa.

## Pożywienie
Nektarnik stalowy żywi się nektarem. Według badań prowadzonych w Bandar-e Abbas (Hormozgan, Iran) 97% spożywanego nektaru to nektar kwiatowy. C. asiaticus preferuje kwiaty ketmii róży chińskiej (Hibiscus rosa-chinensis; 56% obserwacji) i zdaje się być najsilniej przyciągany przez kwiaty czerwone. Do tego widywano ptaka na kwiatach Vachellia nilotica (syn. Acacia nilotica), Prosopis cineraria (bobowate), Cordia myxa (ogórecznikowate), Albizia lebbeck (bobowate). Do tego żywi się nektarem przedstawicieli gązewnikowatych (Loranthaceae). Łapanie pająków i innych stawonogów obserwowano wyłącznie w styczniu, kiedy były one przeznaczone na pokarm dla piskląt.

## Lęgi
Gniazduje o każdej porze roku, szczególnie w porze suchej. W Iranie (ptaki podg. brevirostris) stwierdzono lęgi późną jesienią i wczesną zimą (listopad–styczeń), kiedy kwiaty są powszechnie dostępne. Gniazdo buduje samica. To mała konstrukcja o kształcie początkowo kulistym, zawieszona na gałęzi. Jej zewnętrzną warstwę tworzą różnorodne suche materiały roślinne, jak źdźbła traw i kawałki drewna, złączone razem pajęczyną; do tego zawiera fragmenty kory, suche pączki kwiatów. Wyściółkę stanowi puch roślinny. Wejście umieszczone jest z boku i zakryte starannie wykonanym „daszkiem”. Rzadko wyjście jest skierowane na południe lub zachód.
Dla ptaków z Indii i Pakistanu wielkość zniesienia wynosi 2 lub 3 jaja. Walter Ernest Wait podaje średnie wymiary (ptaki z Cejlonu) około 17 na 19 mm; skorupka brązowawobiała, na całej powierzchni upstrzona brązowymi wzorkami. Inkubacja trwa 15 do 17 dni. Wysiaduje jedynie samica; wtenczas samiec przechodzi niepełne pierzenie. Po złożeniu jaj przez cały okres rozwoju młodych gniazdo przybiera gruszkowaty kształt. Pisklęta są karmione owadami przez oba ptaki z pary.

## Status
Przez IUCN gatunek klasyfikowany jest jako najmniejszej troski (LC, Least Concern) nieprzerwanie od 1988 roku. Całkowita liczebność populacji nie została oszacowana, choć ptak ten opisywany jest jako pospolity w większości swego zasięgu występowania; według danych z 2001 w Bhutanie nektarnik stalowy występuje rzadko i lokalnie. Brak istotnych, widocznych zagrożeń. Według szacunków BirdLife International całkowity zasięg występowania to 5,81 mln km².
John Gould w II tomie swojego dzieła The Bird of Asia (wydawanego w latach 1850–1883) o C. asiaticus napisał następująco:

Mieszkańcy okolic Kalkuty łapią je [nektarniki] na klej [bird-lime] i, po wyrwaniu im lotek I rzędu, aby nie odleciały, przywiązują je do kijków i noszą ich rządki na sprzedaż. Mogą być trzymane kilka dni na cukrze i wodzie i słyszałem, że niekiedy nie mają danego dnia innego pokarmu; dżem z malin i innych owoców byłby dla nich lepszym pokarmem